# Дэн-Лао
Дэн-Лао — горная цепь в Мьянме и Таиланде. Входит в Шанское нагорье. Высшая точка — гора Лои Пангнао (высота 2440 м, находится на территории Мьянмы и является ультра-пиком).

## География
Некоторые географы включают в состав Дэн-Лао горную цепь Танон Тонг Чай (англ. Thanon Thong Chai Range). Цепь Кхун Тан тянется к югу от Дэн-Лао, параллельно горам Танон Тонг Чай, но она отлична от последней геологически и структурой.
В этих горах расположен исток реки Руак.

## История
Исторически в горах Дэн-Лао проживали только некоторые горные племена, населявшие маленькие деревни. Речь идёт о народах Ва, Акха, Яо, Лаху и Лису.
До 1990-х годов одной из основных культур, выращиваемых на высоте более 1000 м был опиум. В тайской части гор, однако, строительство дорог, связавших изолированные территории с большим миром и программы по замещению опиума принесли результаты.
В 2011 произошло землетрясение с человеческими жертвами.

## Охраняемые природные территории

### Мьянма (Бирма)
- en:Loimwe National Park
- en:Pasa Wildlife Reserve

### Таиланд
- Национальный парк Лам Нам Кок
- en:Chiang Dao Wildlife Sanctuary
- en:Doi Pha Hom Pok National Park
- en:Huai Nam Dang National Park
- en:Pha Daeng National Park
- en:Tham Pla–Namtok Pha Suea National Park

## Галерея

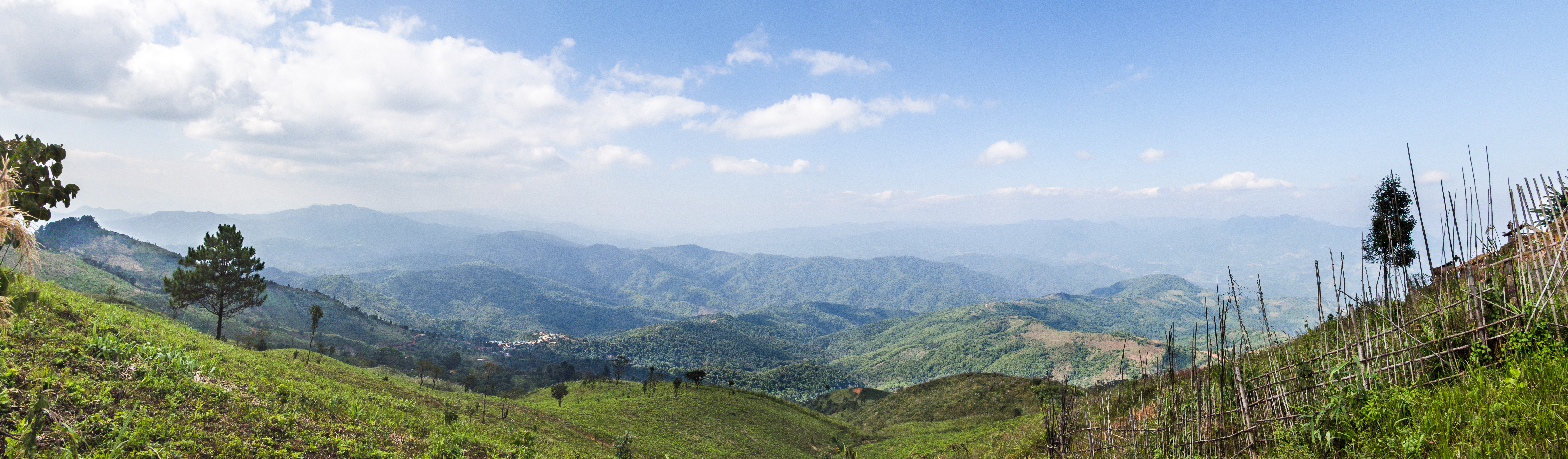
Вид на Мьянму из Таиланда в «сердце» гор Дэн-Лао
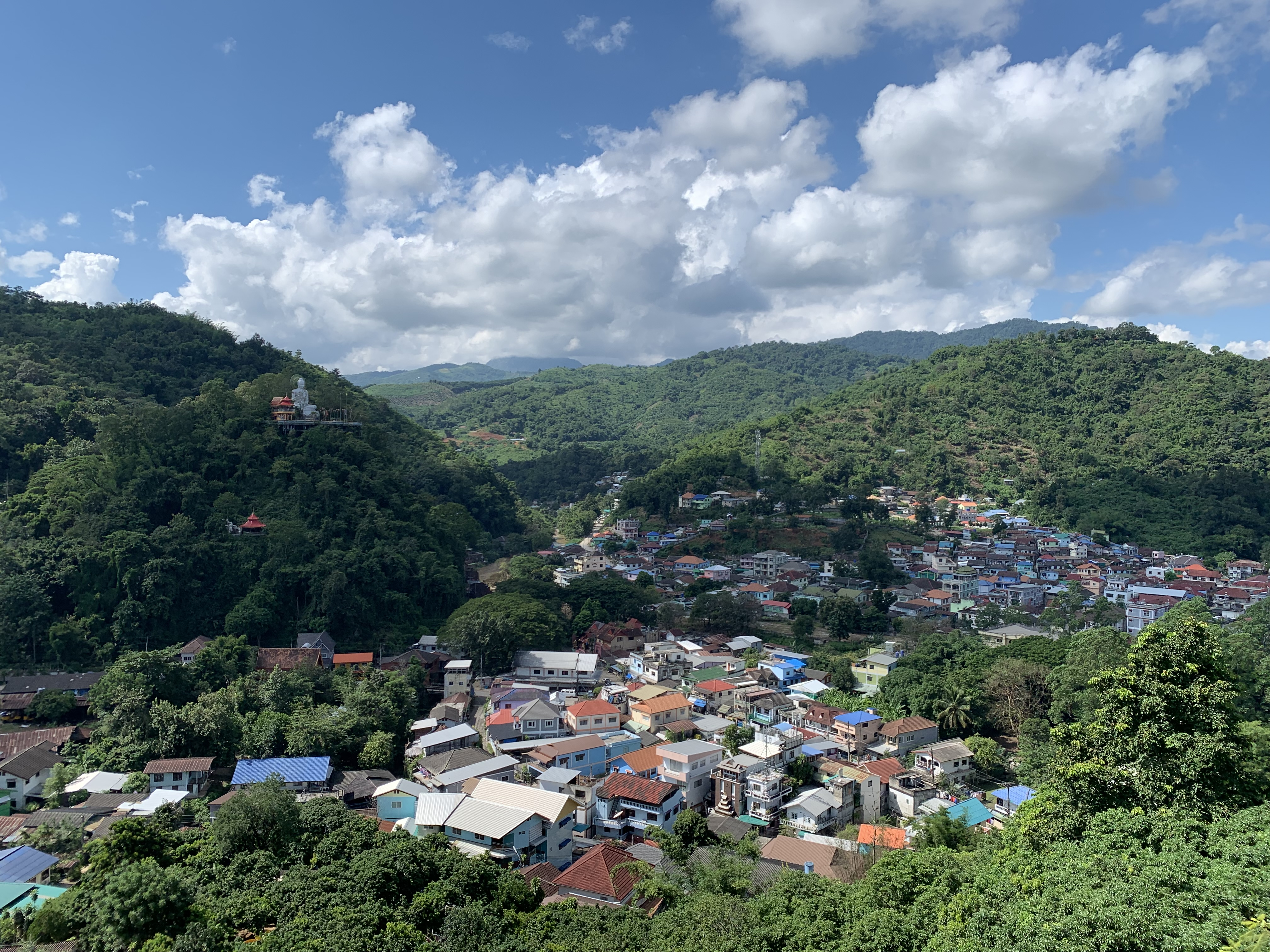
Ват Пра Тхат Дои Вао, Тайское высокогорье
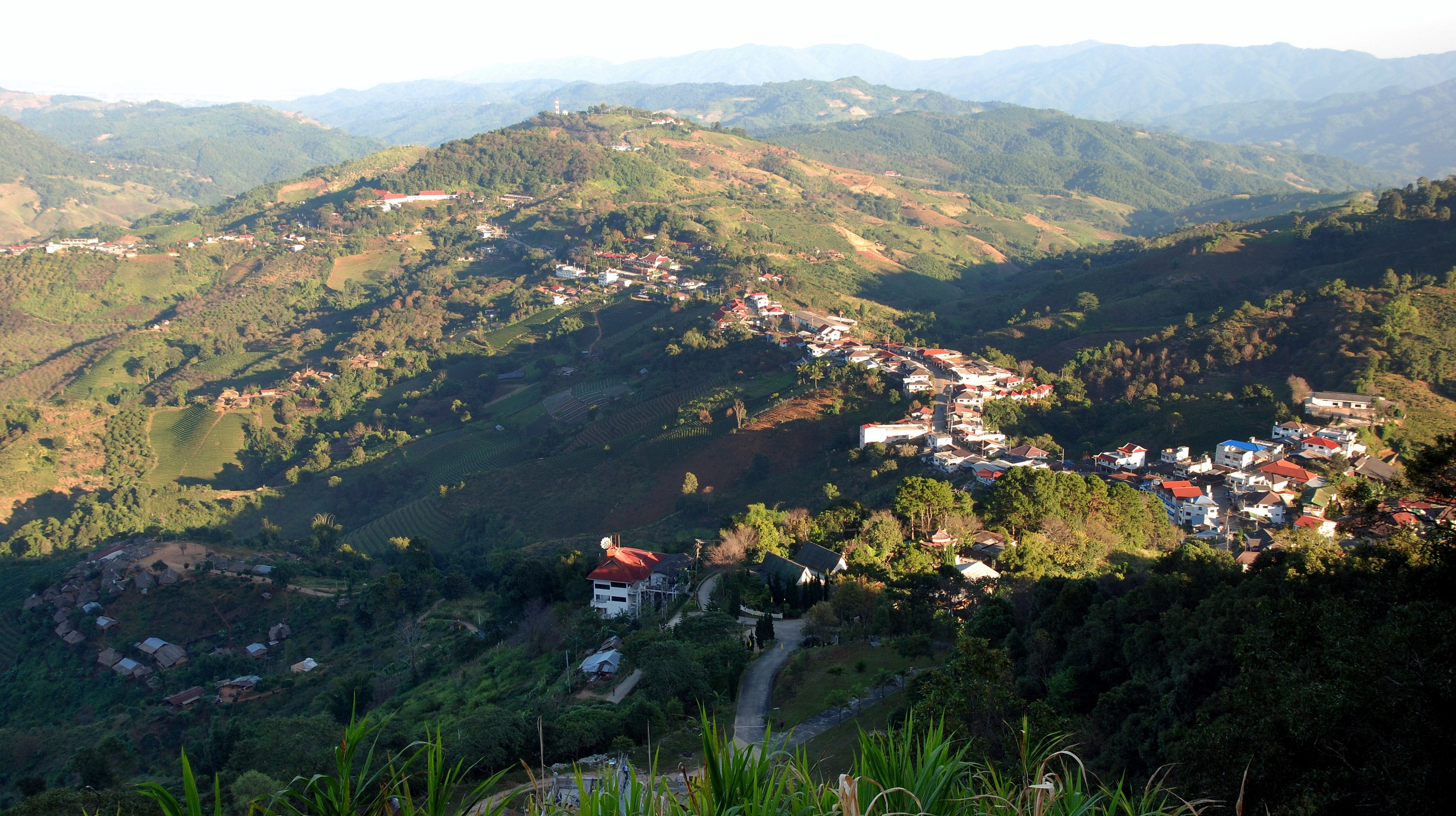
Восточная окраина города Сантикхири
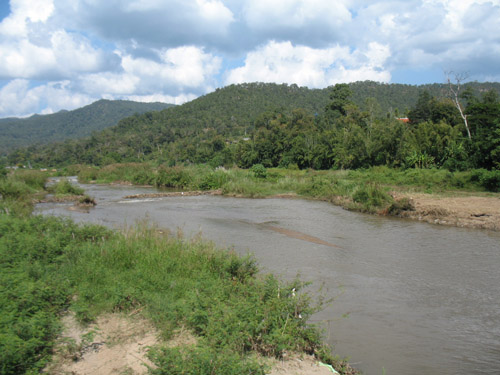
Горы над рекой Пай
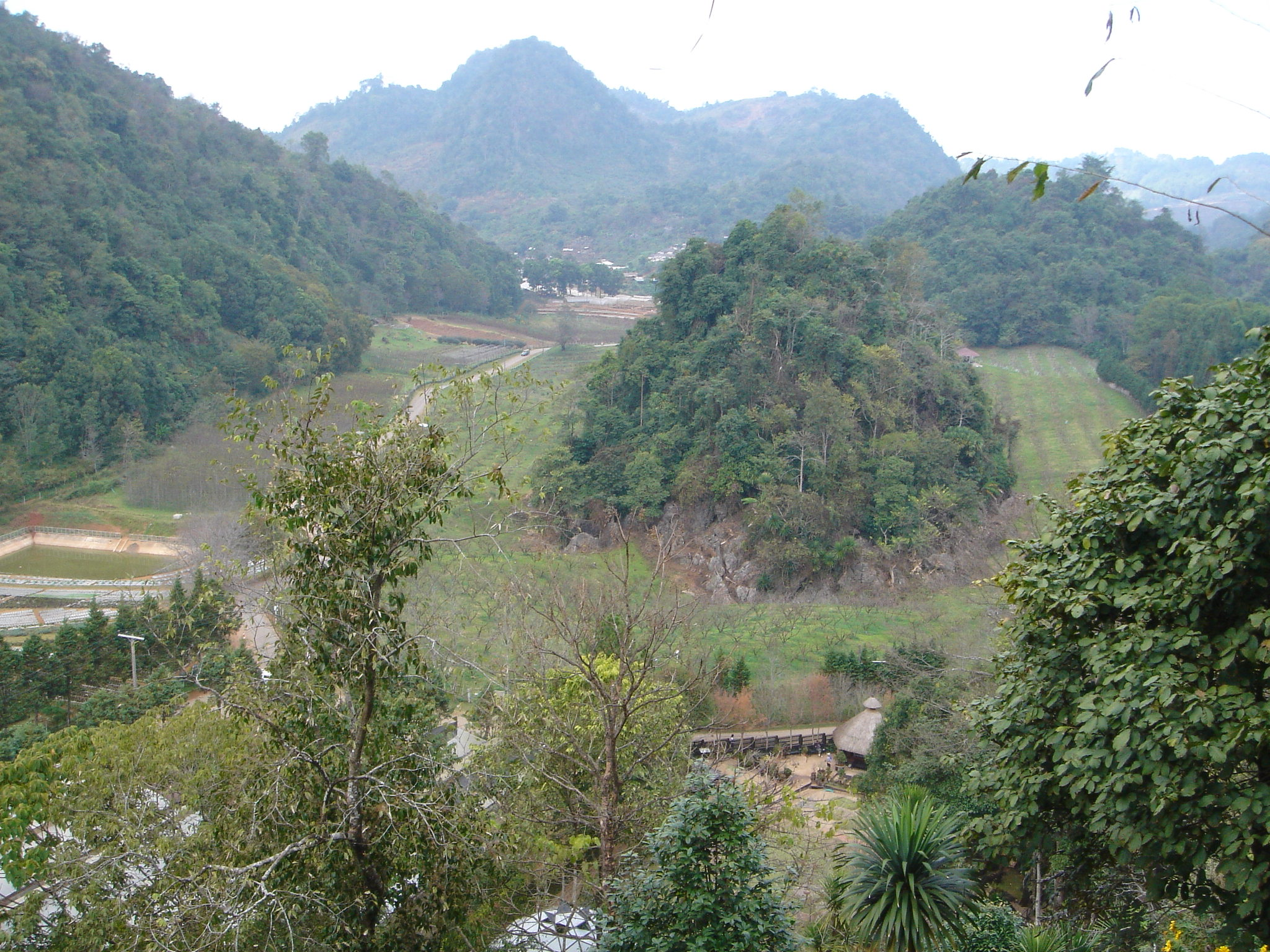
Сельскохозяйственная станция
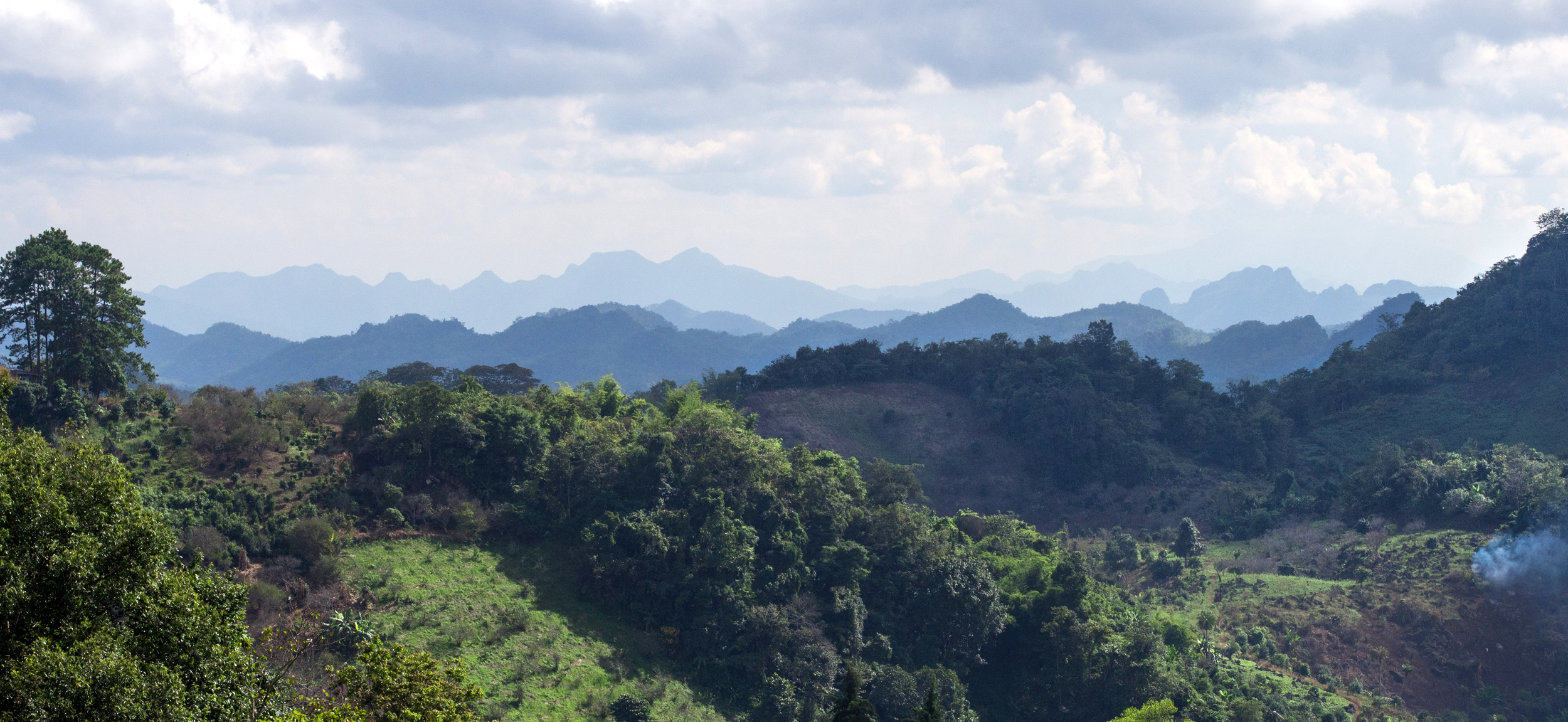
Вид с высоты